# 沃爾夫岡湖
47°45′N 13°24′E / 47.750°N 13.400°E

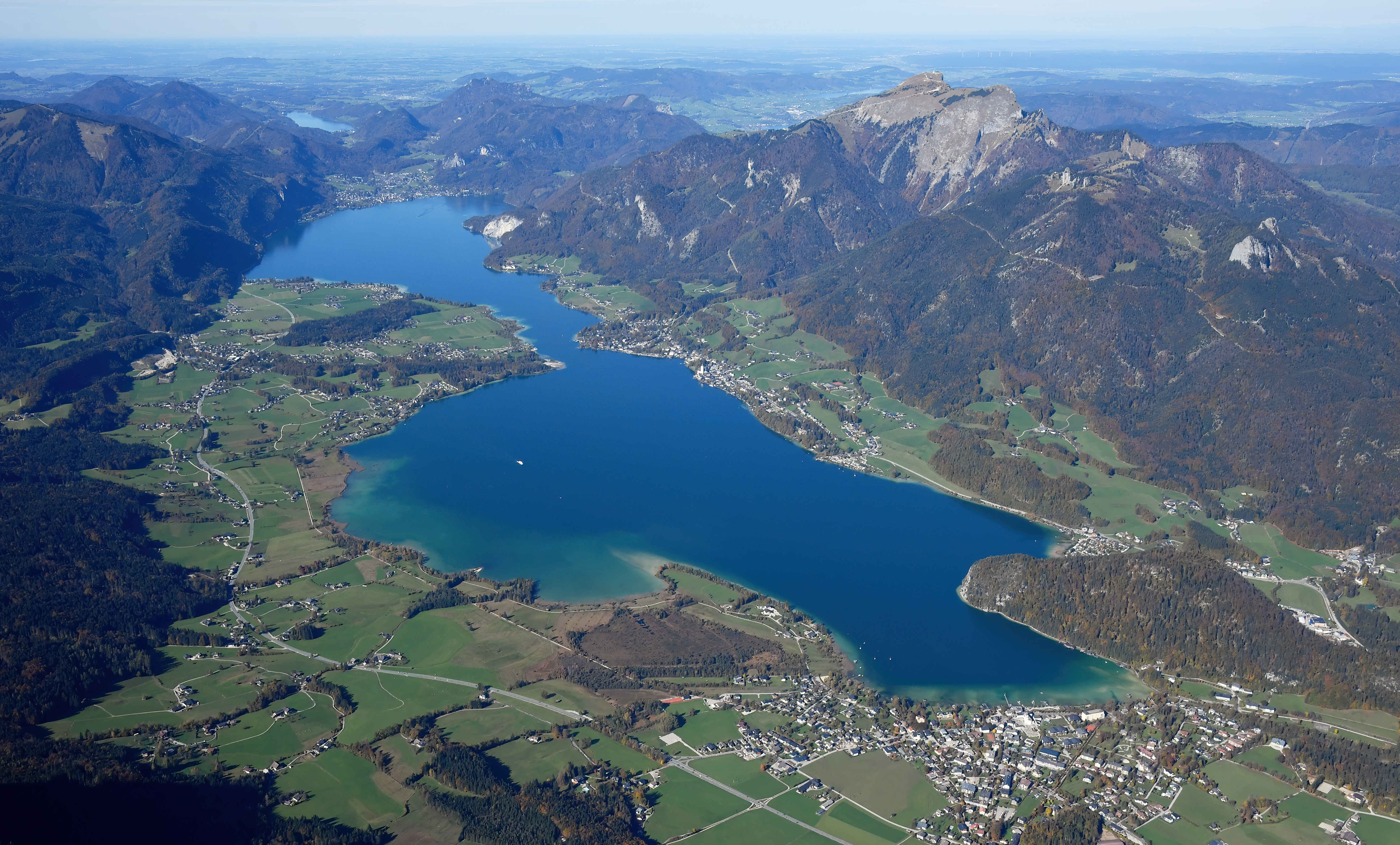
沃夫岡湖

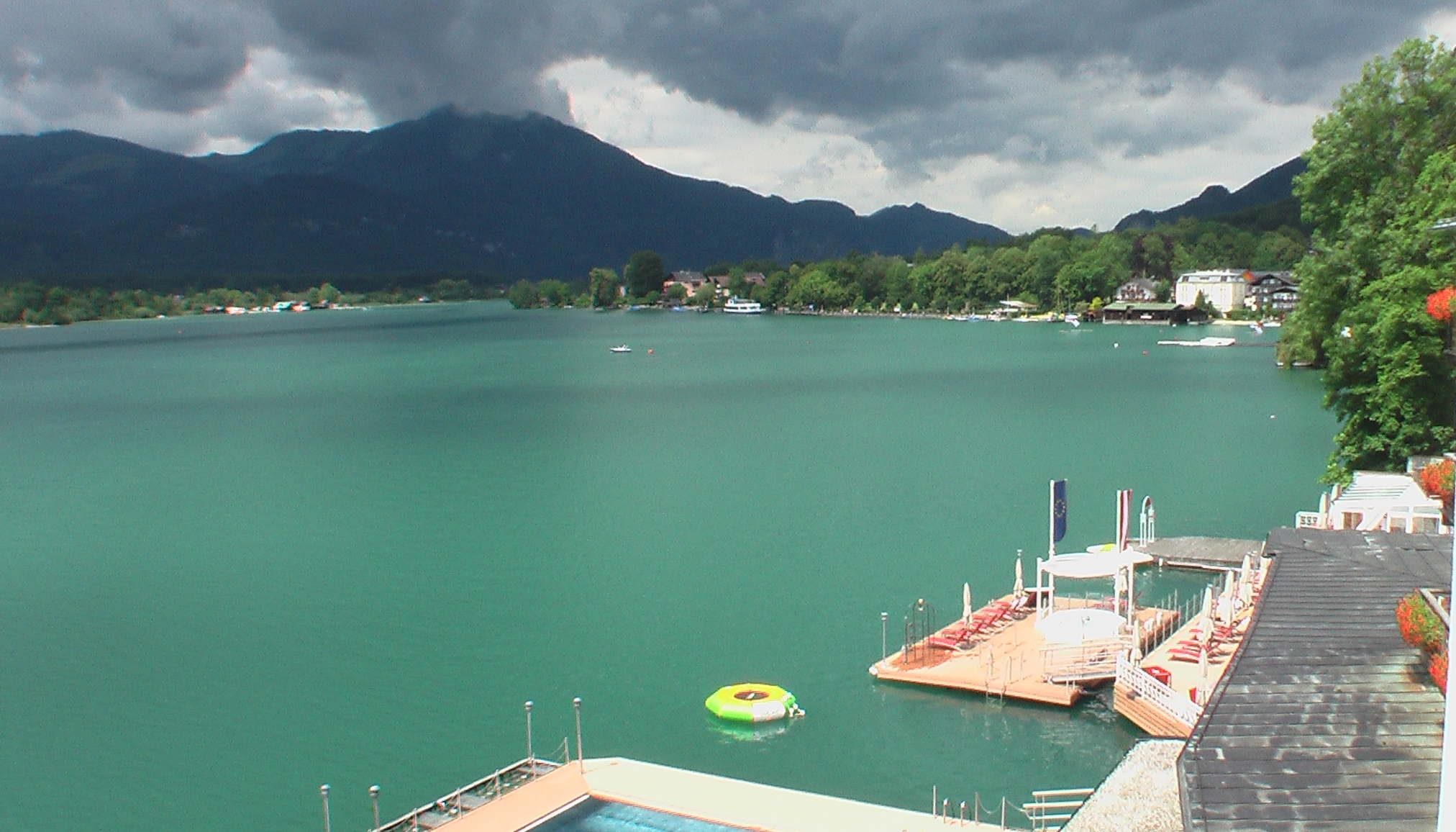
沃夫岡湖

沃爾夫岡湖是奧地利的湖泊，由薩爾斯堡州負責管轄，面積13平方公里，集水區面積125平方公里，海拔高度538米，平均水深52米，最大水深114米，蓄水量6.7立方公里。

## 外部連結
- Guide to Wolfgangsee （页面存档备份，存于） from the Wolfgangsee Tourismus Gesellschaft